# (2106) Hugo
Pour les articles homonymes, voir Hugo.
(2106) Hugo est un astéroïde de la ceinture principale découvert par Marguerite Laugier, le 21 octobre 1936.
Il a été ainsi baptisé en hommage à Victor Hugo (1802-1885), écrivain français. Une formation géologique sur Mercure a également été nommée d'après l'écrivain.